# Arduino Forgiarini
Arduino Forgiarini (Osoppo, 24 agosto 1918 – Mar Rosso, 27 giugno 1940) è stato un militare italiano, insignito della medaglia d'oro al valor militare alla memoria per le sue azioni a bordo del sommergibile Perla.

## Biografia
Nacque ad Osoppo nel 1918 e si arruolò come apprendista elettricista volontario nella Regia Marina venendo ammesso alla scuola di San Bartolomeo di La Spezia il 20 settembre 1938. Un anno dopo si diplomò come comune di 1ª classe e fu assegnato al sommergibile Perla, dislocato nel mar Rosso.
Nel giugno 1940 durante un'ordinaria operazione d'immersione si rese necessario lo smontaggio del sistema di aria condizionata, che causò una perdita di clorometano intossicando parte dell'equipaggio, che presentava segni di delirio e follia. Il sommergibile si incagliò e fu raggiunto dal cacciatorpediniere Kingston che aprì il fuoco. Forgiarini rimase solo col comandante Mario Pouchain e con un guardiamarina per distruggere i documenti segreti e dopo un fallimentare tentativo di difesa fu ucciso da un proiettile sparato dal Kingston, che sbalzò in acqua gli altri due ufficiali.